# どーも、NHK
『どーも、NHK』（どーも、エヌエイチケイ）は、2016年4月10日からNHK総合で放送されている番組宣伝・自己批評番組である。
番組名の「どーも」は、NHKのステーションキャラクター「どーもくん」に因む。

## 概要
2016年4月3日限りで終了した前身番組『NHKとっておきサンデー』から20分短縮し、34分番組としてリニューアル（後半部を分割）する形でスタートしたもので、視聴者とNHKとを結ぶ広報番組として展開した。
番組では『NHKとっておきサンデー』の後半部で放送された、今後1週間に予定されるNHK各放送チャンネルごとの見どころ・聴きどころの紹介を初め、番組審議会報告、NHK各放送局や関連法人・団体が取り組む放送事業や各種イベント、地域貢献活動、NHKの経営面など、NHKを取り巻く様々な情報を凝縮して伝える。
なお『NHKとっておきサンデー』の前半部で放送された『○○1週間』（連続テレビ小説#ダイジェスト版。○○には放送中の朝ドラのタイトルが入る）は、この番組開始以降（開始時の番組は2016年度上半期『とと姉ちゃん』）は単独番組として分離し、2019年度までは11時 - 11時20分、2020年度 - 2023年度は11時 - 11時15分に放送された。
そのため、日曜日の11時台の基本的な流れは『NHKとっておきサンデー』を継承する形となっている。冒頭では、朝ドラダイジェストを観た出演者が感想を述べることがある。
2024年4月7日から放送時間が11時 - 11時25分に変更となり、9分縮小された。
2025年4月8日から火曜日の11時30分 - 11時54分に再放送が行われている。

## 出演者

### 現在
司会
- 小林千恵（2023年4月2日 - ）

レギュラー
- ハリー杉山（2016年4月10日 - ）
- 鈴木あきえ（2016年4月10日 - ）
- 鈴木ちなみ（2018年4月8日 - ）[注 2]

### 過去
司会
- 塚原愛（2016年4月10日 - 2017年4月2日）
- 中條誠子（2017年4月9日 - 2020年3月15日）
- 礒野佑子（2020年4月5日 - 2022年3月13日）
- 小郷知子（2022年4月3日 - 2023年3月12日）

レギュラー
- 篠山輝信（2016年4月10日 - 2018年3月18日）
- 豊田エリー（2016年4月10日 - 2018年3月18日）
- 磯村勇斗（2018年4月8日 - 2020年3月15日）
- 今泉マヤ（2018年9月16日 - 2022年3月13日）

以上の中から1 - 2名程度が週替わりで出演。篠山・豊田は『NHKとっておきサンデー』からの続投。